# Lake Hopkins
Lake Hopkins är en sjö i Australien. Den ligger i delstaten Western Australia, omkring 1 500 kilometer nordost om delstatshuvudstaden Perth. Lake Hopkins ligger 441 meter över havet. Arean är 89 kvadratkilometer. Den sträcker sig 15,7 kilometer i nord-sydlig riktning, och 18,5 kilometer i öst-västlig riktning.
Omgivningarna runt Lake Hopkins är i huvudsak ett öppet busklandskap. Trakten runt Lake Hopkins är nära nog obefolkad, med mindre än två invånare per kvadratkilometer. Genomsnittlig årsnederbörd är 362 millimeter. Den regnigaste månaden är januari, med i genomsnitt 80 mm nederbörd, och den torraste är augusti, med 1 mm nederbörd.